# Mont Takao
Le mont Takao (高尾山, Takao-san) est un sommet de Hachiōji, dans la préfecture de Tokyo, au Japon.

## Géographie
Le mont Takao est situé dans le sud-ouest de la ville de Hachiōji (préfecture de Tokyo), au Japon. Haut de 599 m, il est l'un des sommets de la pointe sud-est des monts Kantō (en), dans le parc quasi national de Meiji no Mori Takao.

## Faune et flore

### Flore
Plus de 1 600 espèces végétales forment la flore répandue le long des pentes du mont Takao. Des espèces telles que Saussurea sinuatoides (ja) et Viola yezoensis (ja) y ont été découvertes pour la première fois.

### Faune
Le mont Takao est l'habitat de plusieurs milliers d'espèces d'insecte, notamment Papilio maackii, Sasakia charonda et des espèces endémiques comme Hiradonta takaonis et Stenhomalus takaosanus. Ses fôrets abritent, entre autres, le macaque japonais, le sanglier du Japon, le Blaireau japonais, l'écureuil volant nain du Japon et l'écureuil volant géant du Japon. Parmi les oiseaux, on peut observer le faisan scintillant, la bambusicole de Chine, le bihoreau goisagi et la tourterelle orientale. Dans les sous-bois, vivent le serpent ratier des forêts du Japon, le serpent rayé du Japon et la salamandre de Tokyo.